# Luis Prieto Zalbidegoitia
Luis Prieto Zalbidegoitia (Bilbao, 19 febbraio 1979) è un ex calciatore spagnolo di origini basche, di ruolo difensore.